# Chileatole
El chileatole puede referirse a dos clases de comidas mexicanas:
El más antiguo es la preparación típica del chocolate entre los mexicanos prehispánicos, que consiste en tostar y moler granos de cacao, para obtener pasta de chocolate, la cual se agrega a un atole. Este se condimentaba con chile, vainilla y a veces se endulza con miel de abeja, se tomaba como bebida. Hernán Cortes en sus Cartas de Relación lo distinguía como una bebida muy energética. Por su sabor amargo y picante los europeos no lo aceptaron, lo que indujo a la creación del champurrado. 
En su acepción más común, el chileatole se refiere a un moderno platillo de México, que es básicamente un atole de maíz salado (en lugar de dulce), condimentado con otros ingredientes, y consumido como sopa.
Los ingredientes básicos del chileatole suelen ser:
- Masa de maíz
- Agua
- Granos de elotes maíz tiernos
- Chile, generalmente chile serrano
- Cebolla
- Epazote
- Otras especias

También suele incluirse algún cárnico, por lo general aves como el pollo o el guajolote. A veces lleva queso. En la región de Orizaba suele prepararse el chileatole rojo, con camarón o jaiba y, el verde con chito.
En temporadas de frío se sirve en cazuelitas de barro para conservar el calor.
Este platillo es originario de la porción centro-oriental del país, y se le encuentra con mayor facilidad en los estados de Puebla, Tlaxcala, Veracruz, Morelos, Estado de México y Oaxaca.